# Liste der französischen Abgeordneten aus Cochinchina
Cochinchina, das südliche Drittel Vietnams, war von 1862 bis 1949 eine Kolonie Frankreichs. Während der Dritten Republik besaß die Kolonie von 1881 bis 1940 das Recht, einen Deputierten in die Abgeordnetenkammer (das Unterhaus der Nationalversammlung) zu entsenden. Das gleiche Recht besaßen auch die übrigen französischen Kolonien, nicht aber die anderen Landesteile Französisch-Indochinas (Annam, Tonkin, Kambodscha, Laos), da es sich dabei um Protektorate handelte, die formal keinen Teil des französischen Staates darstellten.
Wahlberechtigt waren lediglich in Wählerlisten eingetragene männliche Franzosen, keine Vietnamesen. Die Zahl der Wähler war folglich relativ gering: Bei der ersten Wahl im Jahr 1881 waren 1398 Franzosen wahlberechtigt, bei der letzten Wahl 1936 erhielten die beiden Kandidaten insgesamt 3128 Stimmen.
Die folgende Liste der französischen Abgeordneten aus Cochinchina enthält alle Personen, die die Kolonie in der Abgeordnetenkammer repräsentierten.
| Name                      | Zeit      | Legislaturperioden          | Fraktion                                                                             | Lebensdaten | Anmerkungen                                                                |
| ------------------------- | --------- | --------------------------- | ------------------------------------------------------------------------------------ | ----------- | -------------------------------------------------------------------------- |
| Jules Blancsubé           | 1881–1888 | III., IV.                   | Union républicaine                                                                   | 1834–1888   | zuvor Bürgermeister von Saigon; starb im Amt                               |
| Henry Ternisien           | 1888      | IV.                         | -                                                                                    | 1847–1896   |                                                                            |
| Charles Le Myre de Vilers | 1889–1902 | V.,VI., VII.                | -                                                                                    | 1833–1918   | zuvor Generalgouverneur von Cochinchina und Generalresident von Madagaskar |
| François Deloncle         | 1902–1910 | VIII., IX.                  | Gauche démocratique                                                                  | 1856–1922   | zuvor und danach Abgeordneter für Basses-Alpes                             |
| Pierre-Paul Pâris         | 1910–1914 | X.                          | Républicains radicaux-socialistes                                                    | 1860–1943   |                                                                            |
| Ernest Outrey             | 1914–1936 | XI., XII., XIII., XIV., XV. | Gauche radicale (zwischenzeitlich fraktionslos und Gauche républicaine démocratique) | 1863–1941   | zuvor Résident Supérieur in Laos und dann Kambodscha                       |
| Jean de Beaumont          | 1936–1942 | XVI.                        | -                                                                                    | 1904–2002   | Olympischer Sportschütze 1924, später Vorsitzender des französischen NOK   |